# Eric Svanberg

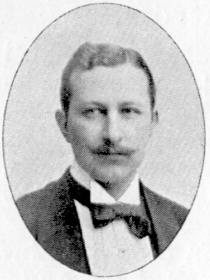
Eric Svanberg

Christian Eric Svanberg, född 4 oktober 1870 i Stockholm, död 7 april 1935 i Stockholm, var en svensk arkitekt och byggmästare.

## Biografi
Svanberg var elev vid Tekniska skolan 1890 och vid Kungliga tekniska högskolan 1892. Han studerade även vid de tekniska högskolorna i Berlin, Paris och Antwerpen. Från 1895 var han praktiserande arkitekt i Stockholm, och står bakom flera bostadshus i Stockholm, därav två i Lärkstaden.
Svanberg var gift med Sofia Elisabet Svanberg (död 1941) från Helsingfors. Han gravsattes den 14 april 1935 på Norra begravningsplatsen.

## Verk i urval
- Tjädern 8, Sybillegatan 42, 1899–1900
- Staren 9, Roslagsgatan 62, Birger Jarlsgatan 131, 1905–1907
- Smältan 11, Tomtebogatan 24, 1906–1907
- Skatan 10, Bragevägen 13-15, 1915–1916
- Flugsnapparen 2, Odengatan 15, 1915–1917

## Bilder

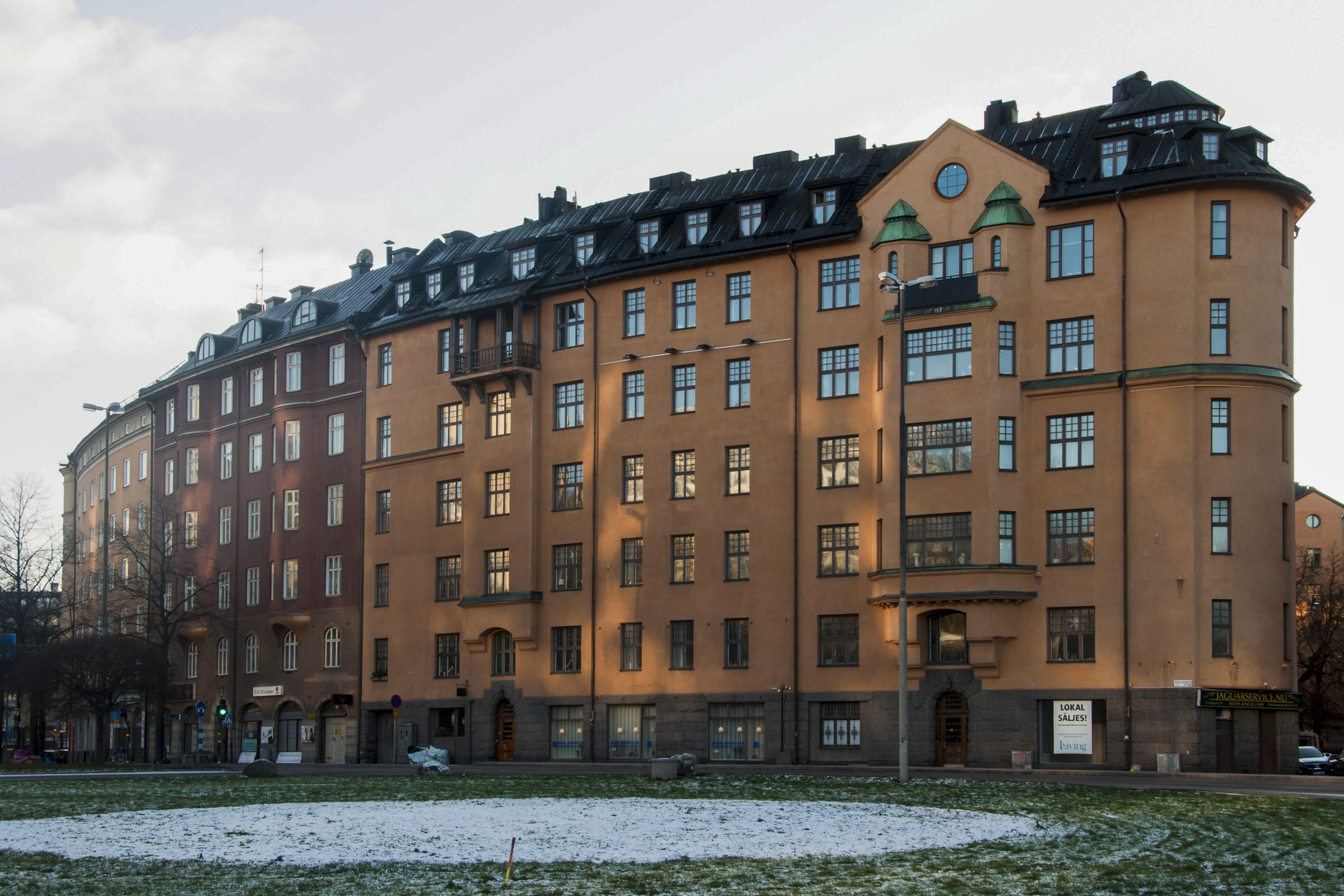
Staren 9
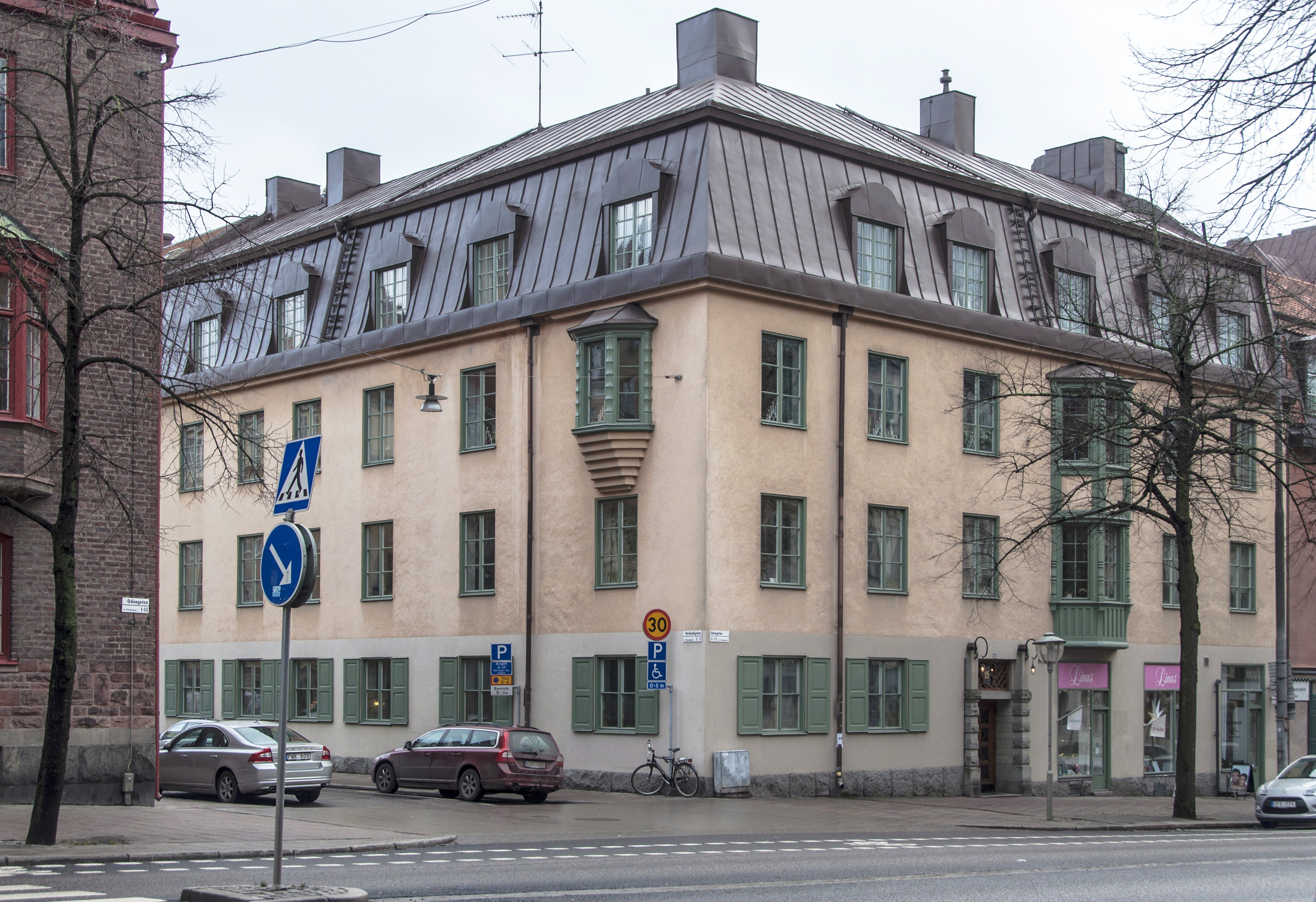
Flugsnapparen 2
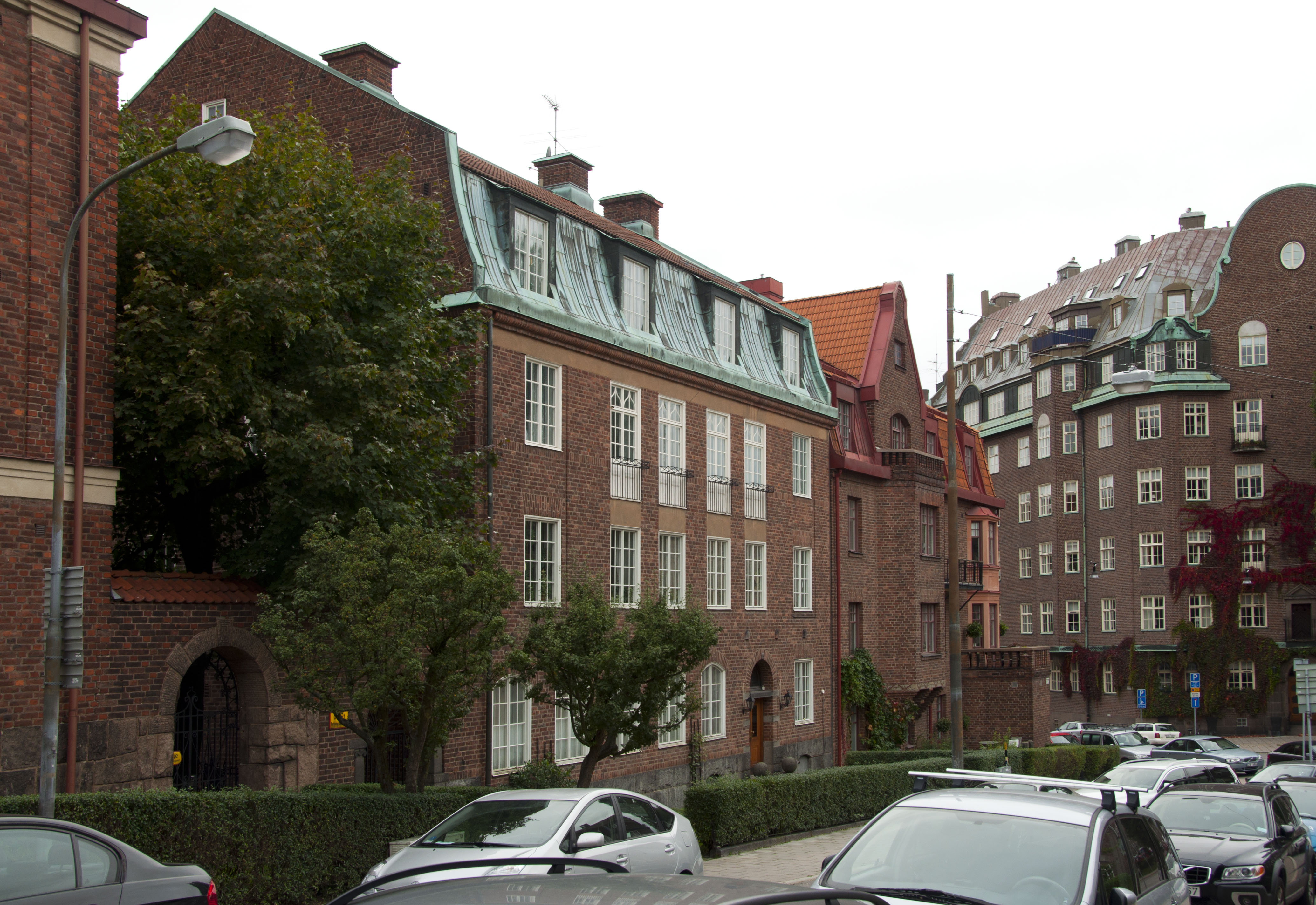
Skatan 10